# Vomp
Vomp je obec v Rakousku ve spolkové zemi Tyrolsko v okrese Schwaz. První písemná zmínka o obci pochází z roku 930.
Žije přibližně 5 300 obyvatel.

## Osobnosti obce
- Franz Meixner (1869–1926), Politik